# Orientalne krzesło Króla Salomona
Orientalne krzesło Króla Salomona – termin używany niekiedy w wolnomularstwie na określenie tronu, na którym zasiada Czcigodny loży.